# 박대규
박대규(1981년 10월 21일 ~ )는 대한민국의 배우 겸 모델이다.

## 출연작

### 영화
- 《석조저택 살인사건》 (2017년) - 인쇄소직원 1 / 경찰 (목소리) 역
- 《럭키》 (2016년) - 촬영장 부하들 역
- 《깡치》 (2016년) - 유도부코치 역
- 《고산자, 대동여지도》 (2016년) - 광화문 구경꾼 남자 5 역
- 《봉이 김선달》 (2016년) - 성대련 사병 역
- 《친구 누나》 (2016년) - 동혁 역
- 《널 기다리며》 (2016년) - 유가족 14 역
- 《설지》 (2015년) - 박 PD 역
- 《쓰리 썸머 나잇》 (2015년) - 건달 3 역
- 《권법형사: 차이나타운》 (2015년) - 경찰서 용의자 역
- 《차이나타운》 (2015년) - 용의자 역
- 《젊은엄마: 내 나이가 어때서》 (2015년) - 이벤트 실장 역
- 《장수상회》 (2015년) - 수산물코너 장수마트 직원 역
- 《기술자들》 (2014년) - 양복 2 역
- 《뽕2014》 (2014년) - 우체부 역
- 《녀녀녀》 (2014년) - 수지오빠 역
- 《환상의 콤비》 (2012년) - 매니저 역
- 《퍼펙트 게임》 (2011년) - 롯데선수 김창완 역

### 드라마 & 시트콤
- 《아버님 제가 모실게요》 (2017년, MBC)
- 《미씽나인》 (2017년, MBC)
- 《터널》 (2017년, OCN)
- 《안투라지》 (2016년, tvN)
- 《황금주머니》 (2016년, MBC)
- 《옥중화》 (2016년, MBC)
- 《공항 가는 길》 (2016년, KBS2)
- 《그래, 그런거야》 (2016년, SBS)
- 《38사기동대》 (2016년, OCN)
- 《워킹 맘 육아 대디》 (2016년, MBC)
- 《내 마음의 꽃비》 (2016년, KBS2)
- 《우리집 꿀단지》 (2016년, KBS1)
- 《웹툰히어로 툰드라쇼 시즌 2》 (2016년, MBC Every1)
- 《장영실》 (2016년, KBS1)
- 《한 번 더 해피엔딩》 (2016년, MBC)
- 《내 사위의 여자》 (2016년, SBS)
- 《별이 되어 빛나리》 (2015년, KBS2)
- 《용팔이》 (2015년, SBS)
- 《다 잘될 거야》 (2015년, KBS2)
- 《달콤살벌 패밀리》 (2015년, MBC)
- 《냄새를 보는 소녀》 (2015년, SBS)
- 《위대한 이야기 - 원폭박치기 김일》 (2015년, TV조선 & tvN)
- 《하트 투 하트》 (2015년, tvN) - 집배원 역
- 《힐러》 (2014년, KBS2)
- 《최고의 결혼》 (2014년, TV조선) - 형사 역
- 《모던파머》 (2014년, SBS) - 상두록리 5인방 역
- 《비밀의 문》 (2014년, SBS) - 옥리 역
- 《기분 좋은 날》 (2014년, SBS) - 근육남 역
- 《제3병원》 (2012년, tvN) - 배달원 역
- 《닥치고 꽃미남 밴드》 (2012년, tvN) - 기자회견 기자 역
- 《청담동 살아요》 (2011년, JTBC) - 만화방 단골손님 역